# Ottokar 1. af Bøhmen
Ottokar 1. (tjekkisk: Přemysl I. Otakar) (ca. 1155 – 15. december 1230) var konge af Bøhmen i perioden 1198-1230, og han genindførte kongedømmet efter sin far Vladislav 2., der havde abdiceret i 1172. I den mellemliggende periode var landet hertugdømme, og Ottokar var hertug i to perioder, 1192-93 og 1197-98, hvorpå han erklærede sig som konge.
I hans unge år var landet præget af uro og krige, og Ottokar deltog i flere krigshandlinger, inden han i 1192 blev anerkendt som hersker af Bøhmen af den tyske kejser Henrik 6. Ottokar blev dog afsat, da han deltog i en konspiration med det formål at styrte Hohenstaufen-slægtens magt i Det Tysk-Romerske Rige. I 1197 tog han dog magten tilbage ved at tvinge sin bror, hertug Vladislav Jindřich, til at opgive Bøhmen mod at få Mähren. Idet han udnyttede borgerkrigen i Tyskland, erklærede Ottokar sig som konge med støtte fra Filip af Schwaben, der havde brug for tjekkisk, militær opbakning i sin kamp mod Otto 4. om den kejserlige trone efter Henrik 6.
Da Ottokar et par år senere indså, at Otto ville vinde kampen om tronen, skiftede han side og støttede nu denne, og det fik som effekt, at Otto sammen med pave Innocens 3. anerkendte Ottokars ret til den bøhmiske trone. Imidlertid hævnede Filip sig ved at invadere Bøhmen, og Ottokar flyttede endnu en gang sin støtte, inden han slutteligt bakkede op om Henrik 6.'s søn, Frederik 2., der som blot 18-årig i 1212 blev ny tysk-romersk kejser. Kort efter sin magtovertagelse udstedte Frederik "Den sicilianske gyldne bulle" som bekræftelse af Ottokars arveret til Bøhmens trone. Det betød, at det ikke længere var op til kejseren at udpege kongen. Bøhmens konge forpligtede sig blot til at deltage i den tyske landdag i nærheden af den bøhmiske grænse. Samtidig var den bøhmiske konge den ledende kurfyrste i det tysk-romerske rige, og han havde dermed til opgave at forsyne kommende kejsere med trehundrede riddere, når de skulle til Rom for at blive kronet.
Ottokars regeringsperiode er kendt for at markere starten på tysk immigration til Bøhmen og byernes vækst i et land, der hidtil havde været præget af store skovområder. I 1226 gik Ottokar i krig mod hertug Frederik 2. af Østrig, da denne havde forpurret Ottokars planer om at få sin datter Agnes af Bøhmen gift med kejser Frederiks søn, Henrik. I stedet søgte Ottokar at få Agnes giftet med Henrik 3. af England, men det blev forhindret af kejseren, da Henrik var modstander af huset Hohenstaufen. I stedet ønskede kejseren, der var blevet enkemand, selv at gifte sig med Agnes, men denne havde i mellemtiden fået nok af at være centrum for politiske betingede ægteskaber og gik i stedet med pavens hjælp i kloster.
Ottokar var gift to gange og fik tretten børn. Den næstældste var Markéta, der blev gift med Valdemar Sejr og kendt i Danmark som dronning Dagmar.
Datteren Hedvika (1211 – 1282), blev trolovet og gift med Ferdinand Vilhelm Oldrich af Kretzschmer ( ca. 1170 – ca. 1229 ), som var blevet adlet af Ottokar 1. til ridder og lensgreve af Kretzschmer i omkring år 1200.